# Dune de Richibouctou Nord
La dune de Richibouctou Nord est une île canadienne située dans le comté de Kent, à l'est du Nouveau-Brunswick. Elle est bordée à l'ouest par la baie de Saint-Louis, au sud par le goulet de Richibouctou – l'embouchure de la rivière Richibouctou – , à l'est par le détroit de Northumberland et au nord par le goulet de Terre-Noire. L'île est longue d'environ 7,5 kilomètres et a une superficie d'environ 1,3 km2. L'île est située dans le parc national de Kouchibouguac et est administrativement comprise dans la paroisse de Saint-Charles. L'île a été reconnue zone importante pour la conservation des oiseaux.